# 瓦巴爾寧卡斯
瓦巴爾寧卡斯是立陶宛的城市，位於該國西北部，處於比爾扎伊以南26公里，由帕內韋日斯縣負責管轄，市內的教堂在1817年建成，2012年人口1,086。